# Guillermo Cortés Castro
Guillermo Cortés Castro (Bogotá, 31 de mayo de 1927-Bogotá, 26 de abril de 2013) fue un empresario, economista, dirigente deportivo y político colombiano. 

## Biografía
Nacido en Bogotá. Graduado en el Gimnasio Moderno, donde fue apodado como "La Chiva" en 1945, y posteriormente en la Universidad Externado de Colombia.  Trabajo en el Banco de la República.
Fue director y fundador de NTC Televisión (1977-1982), fundador de CPS Televisión (Noticiero Hora Cero: 1998-2003) y la Revista Cromos.
Fue presidente del club de fútbol Independiente Santa Fe en los años 1972 al 1981.Durante su mandato se obtuvo el sexto campeonato en 1975 y se creó la mascota del club: Monaguillo.
Durante 7 meses estuvo secuestrado por las FARC-EP, mientras se encontraba en Choachí (Cundinamarca) en 2000 y después fue rescatado en el mismo año por el Ejército.
Además fue concejal de Bogotá por el partido Cambio Radical.

## Premios
Premio Nacional de Paz Alfonso López Michelsen.